# 台北桤木
台北桤木（学名：Alnus henryi），为桦木科桤木属下的一个植物种。